# Барендрехт
Барендрехт (нід. Barendrecht) — муніципалітет у Нідерландах, у провінції Південна Голландія.

## Населення
Станом на 31 січня 2022 року населення муніципалітету становило 48674 особи. Виходячи з площі муніципалітету 19,75 кв. км., станом на 31 січня 2022 року густота населення становила 2.465  осіб/кв. км.
За даними на 1 січня 2020 року 25,2%  мешканців муніципалітету мають емігрантське походження, у тому числі 7,8%  походили із західних країн, та 17,4%  — інших країн.

## Економіка
Станом на 2018 рік середній дохід домогосподарства становить 34,3 тис. євро.

## Визначні люди
Анвар Ель-Газі -- визначний голландський футболіст, чемпіон кубку Нідерландів, та Суперкубку Нідерландів